# Hopkins Motor Carriage Company
Hopkins Motor Carriage Company war ein US-amerikanischer Hersteller von Automobilen.

## Unternehmensgeschichte
Das Unternehmen hatte seinen Sitz an der Middlesex Avenue in Wellington in Massachusetts. Es stellte ab 1902 einige Automobile nach Kundenaufträgen her. Der Markenname lautete Hopkins. Die Produktion endete je nach Quelle 1902 oder 1903.

## Fahrzeuge
Die Fahrzeuge hatten Ottomotoren. Die Motoren waren wahlweise luft- oder wassergekühlt. Ein leichter Tourenwagen bot Platz für vier Personen.